# Slag om Suriname
De Slag om Suriname was een veldslag tussen het Bataafs Gemenebest (Nederland) en Groot-Brittannië om de kolonie Suriname. Suriname werd verdedigd door een garnizoen Nederlandse soldaten. Op 5 mei 1804 veroverden de Britten de kolonie uiteindelijk op de Nederlanders. Samuel Hood en Charles Green waren de commandanten van het Britse invasieleger. Suriname bleef tot 1815 in Britse handen, toen het aan het Verenigd Koninkrijk der Nederlanden werd teruggegeven. Guyana bleef wel in Britse handen.